# Hosszúcsőrű fahágó
A hosszúcsőrű fahágó (Nasica longirostris) a madarak (Aves) osztályának verébalakúak (Passeriformes) rendjébe, valamint a fazekasmadár-félék (Furnariidae) családjába és a fahágóformák (Dendrocolaptinae) alcsaládjába tartozó Nasica nem egyetlen faja.

## Rendszerezése
A fajt Louis Pierre Vieillot francia ornitológus írta le 1819-ben, a Dendrocopus nembe  Dendrocopus longirostris néven, innen helyezték jelenlegi nemébe.

## Előfordulása
Dél-Amerika északi részén, Bolívia, Brazília, Ecuador, Francia Guyana, Kolumbia, Peru és Venezuela területén honos. Természetes élőhelyei a szubtrópusi és trópusi  síkvidéki esőerdők, mocsári erdők, valamint folyók és tavak környéke. Állandó, nem vonuló faj.

## Megjelenése
Átlagos testhossza 36 centiméter, testtömege 78-92 gramm.

## Életmódja
Főleg ízeltlábúakkal táplálkozik, de kisebb gerinceseket is fogyaszt.

## Természetvédelmi helyzete
Az elterjedési területe rendkívül nagy, egyedszáma viszont csökken, de még nem éri el a kritikus szintet. A Természetvédelmi Világszövetség Vörös listáján nem fenyegetett fajként szerepel.

## Külső hivatkozások
- Képek az interneten a fajról
- Internet Bird Collection
- Xeno-canto.org - a faj hangja és elterjedési területe